# Club Deportivo Viña del Mar

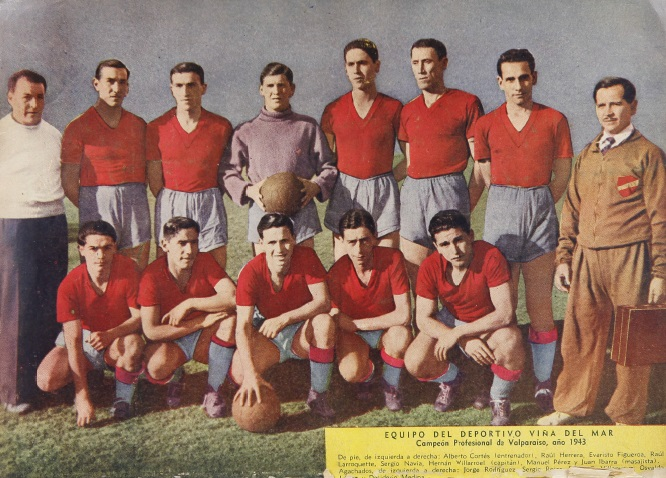
Formación del Deportivo Viña del Mar en 1943.

El Club Deportivo Viña del Mar fue un club de fútbol de Chile, con sede en la ciudad de Viña del Mar. Fue fundado el 1 de enero de 1932 luego de la fusión de R. A. V. Cosmopolita, Refinería Viña y otros clubes seccionales de la Compañía de Refinería de Azúcar de Viña del Mar, con el fin de formar un cuadro más competitivo.
Ingresó a las competencias de la Asociación Valparaíso en el año 1932, en donde consiguió los títulos de 1937 y 1939. En 1940 fue uno de los clubes fundadores de la Asociación Porteña de Fútbol Profesional, y en 1943 logró el campeonato.
En 1945 llegó a la Sección Profesional de la Asociación de Fútbol de Viña del Mar, y en los años 1950, 1952 y 1953 participó en la División de Honor Amateur. Utilizaba el Estadio CRAV, ubicado en 8 Norte con 4 Poniente, y que en 1979 fue demolido.
Tras el quiebre de la empresa refinera, el club desapareció el 4 de mayo de 1981.

## Palmarés

### Títulos nacionales
- Subcampeón de la División de Honor Amateur (1): 1953

### Títulos locales
- Asociación Porteña de Fútbol Profesional (1): 1943[1]
- Asociación Valparaíso (2): 1937, 1939[1]
- Subcampeón de la Asociación Porteña de Fútbol Profesional (1): 1944
- Subcampeón de la Asociación Valparaíso (2): 1932, 1938